# Оба (фильм, 2005)
Оба (англ. Both) — фильм американского режиссёра Лиссет Барселлос. Фильм примечателен тем, что снят интерсекс-человеком и рассказывает об интерсекс-людях. Премьера фильма состоялась на кинофестивале Фреймлайн. 
История фильма частично основана на опыте самого режиссёра. В интервью газете Hartford Courant, Барселос сказала: «Я сняла свой фильм, чтобы мне не приходилось говорить о личном опыте».
Фильм доступен онлайн на Vimeo

## Сюжет
Ребека Дуарте работает каскадёршей, регулярно подвергаясь опасности в ходе своей работы. Она чувствует себя отчуждённой от своего тела, но не понимает, почему. Внезапно её родственник из Перу передает ей фотоальбом. На фотографиях она находит своих родителей и своего брата, который умер, а её в фотоальбоме нет. Телефонный звонок матери не проясняет ситуацию с фотоальбомом и то, почему в нём нет Ребеки. Героиня пытается раскрыть тайну.

## Реакция на фильм
Сан-Франциско кроникл описал этот дебютный фильм Лиссет Барселлос как «Сырой, нервный и новаторский», «блестящий дебют». Газета East Bay Express описал его как «драгоценный камень» и «впечатляющий дебют». Фильм был хорошо принят многими интерсекс-сообществами.  Североамериканского Сообщества Интерсекс-Людей назвало фильм «неотразимой и оригинальной инди-вещью» и «захватывающей драмой».

## Награды
Фильм завоевал приз зрительских симпатий на 28-м Кретейском международном женском кинофестивале. 

## В ролях
- Фабрисио Агилар — Роберто
- Химена Амери — жена Роберто
- Пабло Барселлос — Педрито
- J.D. Brumback — Рохелио
- Ивон Фрауссинет — Глория (мать)
- Ричард Гудман — доктор Сильвер
- Кэрол Химэн — секретарь доктора Сильвера
- Майк Мартинес — Боб
- Brazil Moorehouse — Морган
- Джеки Паркер — Ребека
- Николь Уайлдер — Кара (актриса)